# Alex Švamberk
Alex Švamberk (příležitostně také pod jménem X61; * 3. října 1961 Vsetín) je český novinář, publicista a spisovatel, ale také experimentální hudebník, tanečník, hudební skladatel a recenzent. Působil ve vlastním hudebním projektu Tonton Macoutes.

## Novinářská činnost
Ve své novinářské praxi se zaměřuje zejména na oblasti hudby a kultury a věnuje se také tématům konfliktních oblastí Blízkého východu a Korejský poloostrov a válečné konflikty obecně.

## Literární činnost
Alex Švamberk je autorem několika knih:
- Nenech se zas oblbnout
- No Future
- Nasazen v Koreji
- kniha fotografií The Korean Penninsula after the Armisice as Seen by Czecholsovak Delegates of NNSC (1953–1956)
- Journey to the Core of the Korean Conflict
- Punk & Hard Core – co bylo, co zbylo

## Hudební činnost
Působil ve vlastním hudebním projektu Tonton Macoutes (1992–2002 s Pavlem Hlavatým, Jaromírem Linhartem a Miroslavem Posejpalem), dalé v uskupeních Paraneuro s Miroslava Posejpalem, či Emilem Viklickým, se zpěvačkami Helenou Šalátovou, Ester Amy Fischerovou a Laurie Amatovou.
V letech 1990–1994 působil v projektu Suicidal Mediation, v letech 2015–2020 s kytaristou Tomášem Reinerem v duu TomAlex.
V průběhu své hudební činnosti vydal několik CD alb.